# Synegia conflagrata
Synegia conflagrata là một loài bướm đêm trong họ Geometridae.